# Alstroemeria apertiflora
Alstroemeria apertiflora este o specie de plante monocotiledonate din genul Alstroemeria, familia Alstroemeriaceae, descrisă de John Gilbert Baker. Conform Catalogue of Life specia Alstroemeria apertiflora nu are subspecii cunoscute.